# Plecoglossus altivelis ryukyuensis
Plecoglossus altivelis ryukyuensis is een ondersoort van de straalvinnige vissen uit de familie van de Plecoglossidae. De wetenschappelijke naam van de soort is voor het eerst geldig gepubliceerd in 1988 door Nishida.